# مقتطفات من كتابات حضرة بهاء الله
مقتطفات من كتابات حضرة بهاء الله هي عبارة عن مجموعة مختارة من الألواح ومقتطفات من الألواح التي كتبها بهاء الله، مؤسس الدين البهائي. وقد قام شوقي أفندي، ولي أمر الدين البهائي من عام 1921 إلى عام 1957، باختيار الكتاب وترجمته، التي نشرت لأول مرة في عام 1935.
يتألف العمل من "مجموعة مختارة من المقاطع الأكثر تميزًا والتي لم تُنشر حتى الآن من الأعمال البارزة لمؤلف الوحي البهائي"، وفقًا لشوقي أفندي. وتأتي هذه المقاطع من كامل مجموعة كتابات بهاء الله، والتي يعود تاريخها إلى الفترة من عام 1853 إلى عام 1892 تقريبًا.
يمكن تقسيم الكتاب إلى خمسة أجزاء:
- "يوم الله" (الفصل ١-١٨)
- تجليات الله (الفصل 19-69)
- الروح وخلودها (المادة 70-99)
- النظام العالمي والسلام الأعظم (الفصل ١٠٠-١٢١)
- واجبات الفرد والمعنى الروحي للحياة (المادة 122-166)

ومن بين أمور أخرى، ضُمنت مقاطع من الأعمال التالية:
- رسالة إلى ابن الذئب
- الكلمات المخفية
- الكتاب الأقدس
- كتاب الإيقان

بالإضافة إلى ذلك، نُشرت الأعمال المترجمة جزئيًا في Gleanings بشكل أكثر اكتمالاً في التجميعات التالية:
- استدعاء رب الجنود
- خيمة الوحدة
- ألواح حضرة بهاء الله التي نزلت بعد كتاب الأقدس

نُشر الكتاب بدون قائمة بالمقاطع المشتقة من أعمال حضرة بهاء الله، ولكن أُعيد بناء هذه القائمة لاحقًا وهي موجودة على الإنترنت.
بسبب اختياراته الواسعة، يعد كتاب Gleanings أحد أوائل أعمال بهاء الله التي قرأها الكثير من الناس. وصفتها روحييه رباني، أرملة شوقي أفندي، بأنها "هدية رائعة" للبهائيين الغربيين. كتبت الملكة ماري ملكة رومانيا أن "حتى المشككين سيجدون فيه قوة هائلة إذا قرأوه بمفردهم، وسيعطون أرواحهم الوقت للتوسع". وقد تُرجم العمل إلى العديد من اللغات.

## ملحوظات
1. ↑  Shoghi Effendi, quoted in Rúḥíyyih Rabbání, The Guardian of the Baháʼí Faith (London: Baháʼí Publishing Trust, 1988), 93.
2. 1 2  Rabbani 1988، صفحة 93.

## قراءة إضافية
- وثائق ذات صلة بمكتبة البهائيين على الإنترنت

## روابط خارجية
- مجموعة مختارة من كتابات بهاء الله
- مقتطفات من العديد من اللغات (بما في ذلك العرض ثنائي اللغة)
- منتخباتي-آثار-ي-حضرة-بهاء الله (الطبعة الفارسية/العربية على bahai.org)